# The Sonics

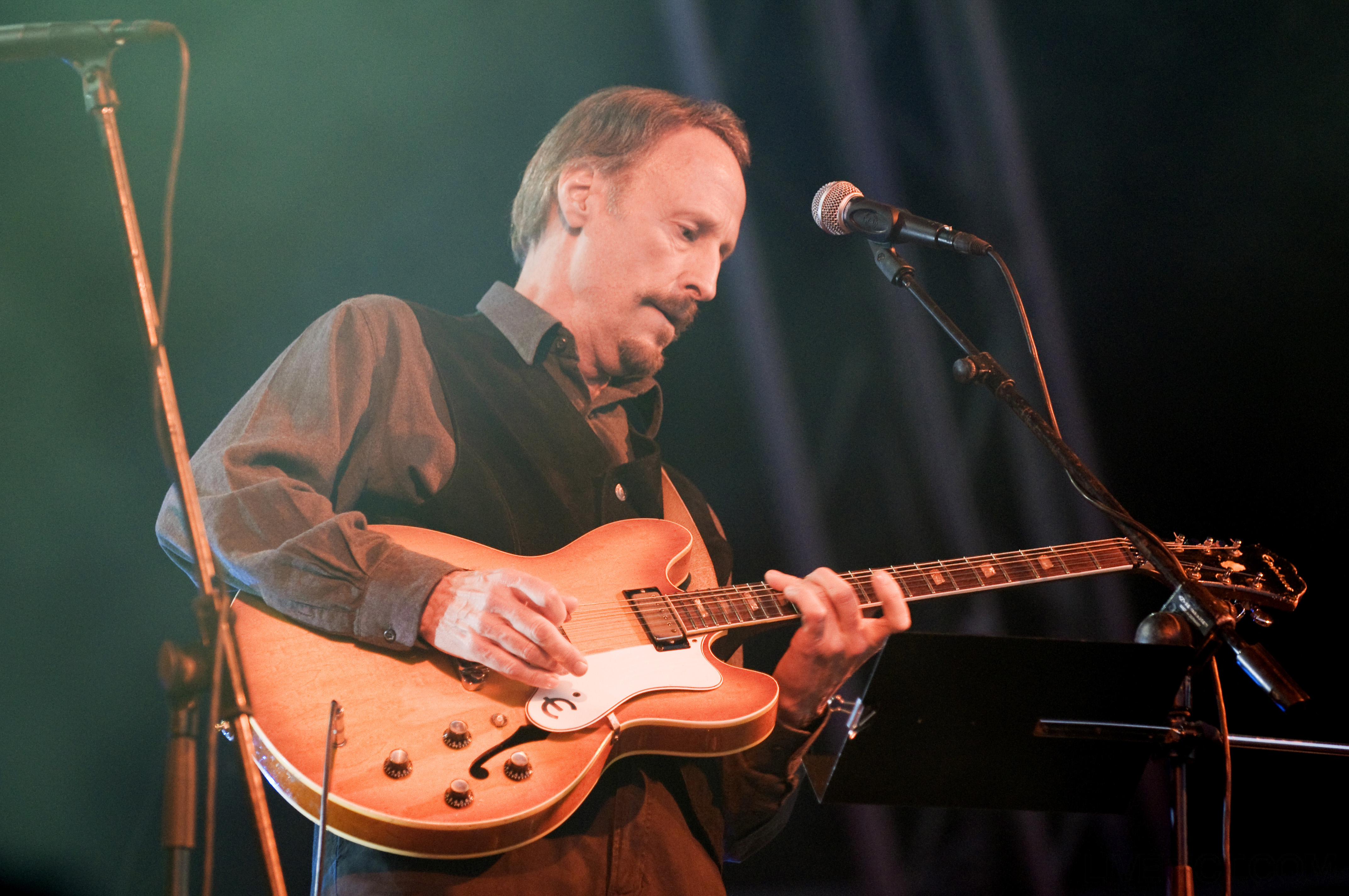
Larry Parypa uppträder med The Sonics 2008.

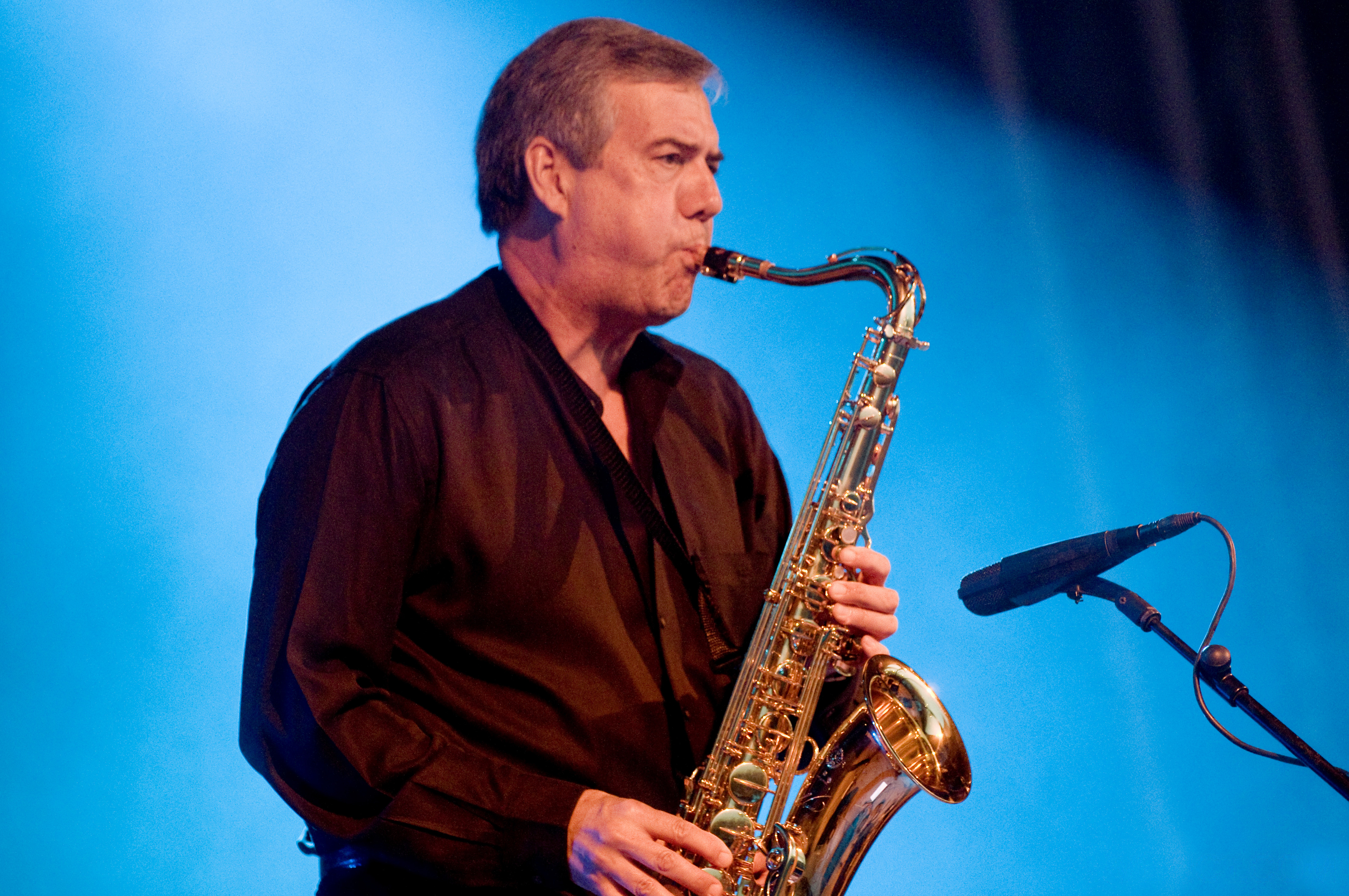
Rob Lind uppträder med The Sonics 2008.

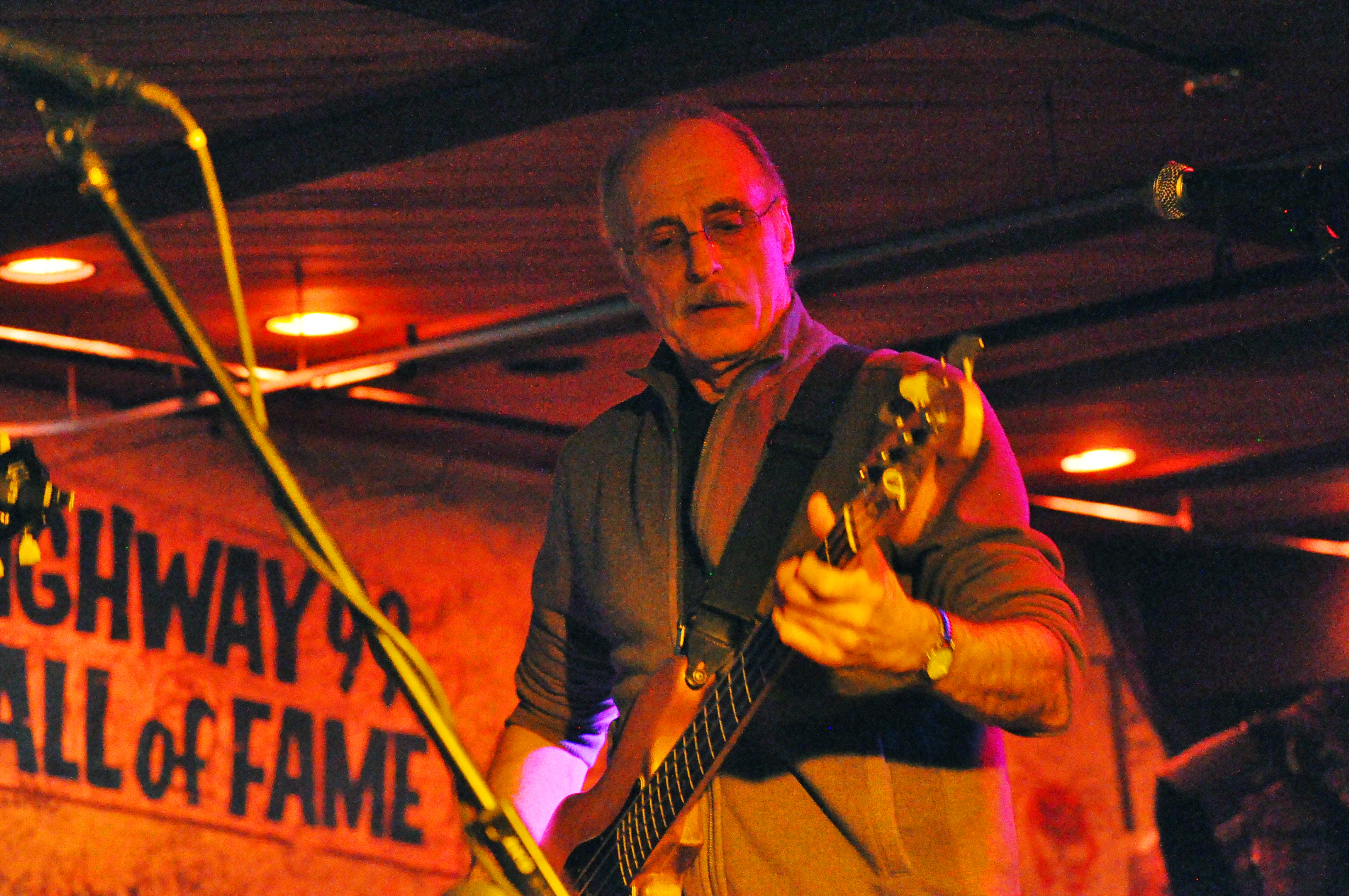
Andy Parypa spelar med The Sonics i Highway 99 Blues Club i Seattle 17 februari 2013.

The Sonics är ett amerikanskt garagerockband bildat i Tacoma, Washington 1960. 
Andy Parypa bildade gruppen och hans bror Larry blev medlem 1961, men fram till 1963 var de övriga medlemmarna flytande. 
Från 1963 bestod gruppen av Gerry Roslie (sång, klaviatur), Larry Parypa (gitarr), Andy Parypa (basgitarr), Bob Bennett (trummor) och Rob Lind (saxofon). 
Gruppen fick skivkontrakt på Etiquette Records, ett mindre skivbolag i nordvästra USA och singeldebuterade med "The Witch" 1964. 
Albumdebuten skedde 1965 med Here Are The Sonics. Albumet innehöll både egna kompositioner och covers av rocklåtar som Roll Over Beethoven och Good Golly Miss Molly. 
Ett andra studioalbum, Boom, följde året därpå. De spelade sedan in ett tredje album för Jeden Records. 
1968 var den ursprungliga gruppen upplöst, även om gruppnamnet användes av andra musiker under 1970-talet. The Sonics återbildades dock kort för en konsert 1972 som släpptes på skiva 1986.
Sedan slutet av 2000-talet har Gerry Roslie, Larry Parypa och Rob Lind återbildat The Sonics tillsammans med nya medlemmarna Freddie Dennis (basgitarr) och Dusty Watson (trummor).

## Medlemmar
Tidig besättning
- Larry Parypa – sång, sologitarr (från 1960)
- Mitch Jaber – trummor (från 1960)
- Stuart Turner – gitarr (från 1960)
- Jerry Parypa – saxofon (1960-1961)
- Andy Parypa – basgitarr (från 1961)
- Tony Mabin – saxofon (från 1961)

"Klassisk besättning" (medlemmar under inspelning av albumen Here Are the Sonics!!! och Boom.)
- Gerry Roslie – orgel, piano, sång
- Andy Parypa – basgitarr
- Larry Parypa – sologitarr, sång
- Rob Lind – saxofon, sång, munspel
- Bob Bennett – trummor

Nuvarande medlemmar
- Gerry Roslie – orgel, piano, sång
- Freddie Dennis – basgitarr, sång
- Larry Parypa – sologitarr, sång
- Rob Lind – saxofon, munspel, sång
- Dusty Watson – trummor

## Diskografi (urval)
Album
- Here Are The Sonics (1965)
- Boom (1966)
- Introducing the Sonics (1967)
- Explosives (1974)
- Sonics (1977)
- Sinderella (1980)
- Fire and Ice (1983)
- Live / Fanz Only (1986)
- Maintaining My Cool (1991)
- Busy Body!!! - Live In Tacoma 1964 (2007)
- Sonics 8 (2011)

Samlingsalbum
- Explosives (1974)
- Original Northwest Punk (1980)
- Unreleased (1980)
- Fire & Ice (1983)
- Full Force (1984)
- Here Are The Sonics + Boom (1988)
- The Ultimate Sonics (The Etiquette Collection) (1991)
- Psycho-Sonic (1993)
- Here Are The Ultimate Sonics (Revised Edition) (1994)
- The Savage Young Sonics (2001)
- The Jerden Years 1966-69 (2001)

Singlar
- "The Witch" / "Keep A-Knockin'" (1964)
- "The Witch" / Psycho" (1965)
- "Psycho" / "Keep A-Knockin'" (1965)
- "Boss Hoss" / "The Hustler" (1965)
- "Don't Be Afraid Of The Dark" / "Shot Down" (1965)
- The Sonics: "Don't Believe In Christmas" / The Wailers: "Christmas Spirit" (1965)
- "Cinderella" / "Louie Louie" (1965)
- "You Got Your Head On Backwards" / "Love Light" (1966)
- "Like No Other Man" / "Love Light" (1966)
- "The Witch" / "Like No Other Man" (1966)
- "Psycho" / "Maintaining My Cool" (1966)
- "Love-itis" / "You're In Love" (1967)
- "Lost Love" / "Any Way The Wind Blows" (1967)
- "Any Way The Wind Blows" / "Lost Love" (1967)
- "Dirty Old Man" / "Bama Lama Bama Loo" (1975)
- "The Witch" / "Bama Lama Bama Loo" (1979)
- The Witch / Keep A-Knockin' (1998)
- "Psycho" / "Have Love Will Travel" (1998)
- "Cinderella" / "He's Waitin'" (1998)
- "Boss Hoss" / "The Hustler" (1998)
- "Strychnine" / "Shot Down" (1998)
- The Sonics: "Louie Louie" / The Wailers: "Louie Louie" (1998)
- "Don't Believe In Christmas" / "Santa Claus" (1998)